# 北京足球队
北京足球队是成立于1955年10月，隶属于北京市体委的一只专业足球队。
北京足球队向中国国家队输送了40多名队员。北京足球队于1956年，1957年，1958年，1963年，1964年，1973年，1982年，1984年获得全国甲级队冠军，1985年获得足协杯冠军。1992年12月29日，北京市体育局与中信国安集团共同组建了北京国安足球俱乐部。

## 著名球员和教练
| - 建国前: - 史万春 - 1950年代: - 年维泗 - 张衡 - 1960年代: - 金志扬 | - 1970年代: - 郭瑞龙 - 杨祖武 - 张路 - 洪元硕 | - 1980年代: - 沈祥福(1980年-1988年) - 宫磊 - 魏克兴 - 李辉 |  |